# Bò Maremmana
Bò Maremmana là một giống bò được nuôi ở Maremma, một vùng đầm lầy cũ ở miền nam Toscana và phía bắc Lazio ở miền trung Italy. Nó được nuôi chủ yếu ở các tỉnh Grosseto, Rome và Viterbo.

## Lịch sử
Trong nhiều thế kỷ, các đàn bò Maremmana lớn đã được nuôi dưỡng trong vùng đầm lầy sốt rét của Maremma, được chăn thả bởi những cao bồi, những người chăn gia súc trong vùng. Giữa năm 1737 và 1859 Toscana đã được cai trị bởi Habsburg Grand-Dukes, người đã gửi những con bò đực Maremmano đến các vùng đất của họ ở Hungary nhằm mục đích cải thiện giống bò xám Hungary của họ. Sau sự thoát nước của đầm lầy trong Trận chiến đất đai của thời kỳ phát xít, và hậu quả hủy diệt môi trường sống của đất ngập nước, những nỗ lực đã được thực hiện để cải thiện giống, và đặc biệt để tăng trọng lượng cơ thể của bò Maremmana đạt được thành công đáng kể. Một cuốn sách về giống được viết vào năm 1935.
Chiến tranh thế giới thứ hai và cơ giới hoá nông nghiệp gây ra sự sụt giảm nhanh chóng về số lượng giống. Năm 1956, số lượng bò giống này được ghi nhận là 157.387; Năm 2006, tổng số cá thể của giống chỉ còn là 8812. Trong những năm gần đây đã có sự công nhận mới về sự thích nghi hoàn hảo của giống bò này đến địa hình khắc nghiệt và đồng cỏ nghèo của Maremma, nơi Maremmana có khả năng sống sót trong trạng thái bán hoang dã trong suốt năm với chỉ quản lý tối thiểu trên đất và nếu không bị bỏ rơi. Vào cuối năm 2012, tổng số lượng bò giống này được ghi trong cuốn sách về giống là 9801.